# AC Este
Az Associazione Calcio Este egy olasz labdarúgócsapat Padova Este városrészéből. Jelenleg a Serie D tagja.

## Története
A klubot 1920-ban alapították.

## Klubszínek és címer
A színei a sárga és a piros.

## Sikerek

### Területi bajnokságok
- Eccellenza Veneto: 1

2004-2005

## Bajnoki szereplése
| Szint | Bajnokság | Részvétel | Debütálás | Utolsó szezon | Összesen |
| ----- | --------- | --------- | --------- | ------------- | -------- |
| 4°    | Serie D   | 1         | 2014-2015 | 2014-2015     | 1        |
| 5°    | Serie D   | 9         | 2005-2006 | 2013-2014     | 9        |